# .za
.za je internetová národní doména nejvyššího řádu pro Jihoafrickou republiku.
Zajímavostí je, že žádný oficiální název Jihoafrické republiky (JAR) neodpovídá zkratce .za, která je vlastně zkratkou nizozemského Zuid-Afrika. Oficiální jazyk nizozemština byl po roce 1925 nahrazen afrikánštinou, ve které se JAR nazývá Suid-Afrika. Zkratka .za tedy byla zvolena až 65 let po zrušení oficiálního názvu. Zkratku .sa používá Saúdská Arábie.